# День працівників сільського господарства України
День працівників сільського господарства — професійне свято працівників сільського господарства, підприємств з переробки сільськогосподарської сировини, харчової промисловості, заготівельних, водогосподарських та обслуговуючих підприємств і організацій агропромислового комплексу України. Відзначається щорічно у третю неділю листопада.

## Історія свята
Свято встановлено в Україні «…на підтримку ініціативи працівників агропромислового комплексу України…» згідно з Указом Президента України «Про День працівників сільського господарства» від 7 жовтня 1993 року № 428/93.

## Привітання
- День працівників сільського господарства: найкращі привітання у віршах, прозі, картинках, історія свята// ТСН, 21 листопада 2021 року, Процитовано 17 листопада 2022 року
- Привітання з днем працівників сільського господарства... [Архівовано 15 листопада 2013 у Wayback Machine.]